# مساجد هفت‌گانه
مساجد هفت‌گانه (عربی: المساجد السبعة) از مهم‌ترین آثاری است که دیدارکنندگان از مدینه منوره برای بازدید از آن می‌روند که عبارتست از مساجد کوچکی که تعداد واقعی آن شش عدد می‌باشد ولی به نام مساجد هفتگانه معروف شده زیرا بعضی‌ها مسجد دارای دو قبله را نیز به این مجموعه اضافه می‌کنند و علت این است که وقتی کسی از این شش مساجد بازدید می‌کند همزمان به مسجد هفتم نیز می‌رود.

## موقعیت
این مساجد کوچک در سمت غرب کوه سلع و در نزدیکی خندقی که مسلمانان در زمان پیامبر برای دفاع از مدینه در مقابل حمله قریش و قبایل همپیمان آن در سال پنجم هجرت ایجاد کرده بودند واقع شده‌اند. روایت شده‌است که از آن‌ها درحقیقت برای دیدبانی در آن نبرد استفاده می‌کردند و هرکدام از این مساجد بر این اساس نامی بر آن‌ها گذاشته شده‌است البته بجز مسجد الفتح که در موقعیت گنبد رسول اکرم بنا شده‌است.

## مسجد الفتح
مسجد الفتح بزرگترین مسجد در بین مساجد هفتگانه است که بالای یک تپه در کناره غربی کوه سلع بنا شده‌است و روایت شده‌است که در جنگ احزاب محل برپا داشتن نماز توسط رسول اکرم بوده و به همین دلیل اینگونه نامگذاری شده‌است یا شاید هم به دلیل اینکه  نتایج آن نبرد پیروزی مسلمان بود. این مسجد را عمر بن عبدالعزیز در زمانی که حاکم مدینه بود با سنگ بنا نمود و سپس مجدداً بدستور وزیر سیف الدین بن ابی الهیجاء بازسازی شد. در زمان عبدالمجید اول حاکم عثمانی نیز بازسازی مجدد آن انجام گرفت.

## مسجد سلمان الفارسی
مسجد سلمان الفارسی در جنوب مسجد فتح بافاصله ۲۰ متر از پایگاه جبل سلا واقع شده‌است؛ و بنام سلمان فارسی صحابه پیامبر که ایده حفاری خندق برای ایجاد استحکامات در دفاع از مدینه در جنگ احزاب را داده بود نامگذاری شد. این مسجد دارای یک راهرو با ۷ متر طول و ۲ متر عرض است. این مسجد در زمان حکومت عمر بن عبدالعزیز در مدینه ساخته شده‌است و با دستور وزیر سیف الدین ابی الحیا در ۵۷۵ هجری قمری بازسازی شد. در زمان سلطنت سلطان عبدالمجید اول عثمانی نیز بازسازی گردید.

## مسجد أبو بکر الصدیق
مسجد أبو بکر در ۱۵ کیلومتری جنوب غربی مسجد سلمان واقع شده و همزمان با دو مسجد سابق ساخته و مجدداً بازسازی شده‌است ولی اکنون تخریب شده‌است تا مجدداً بازسازی و گسترش یابد.

## مسجد عمر بن الخطاب
مسجد عمر بن الخطاب تنها بافاصله ۱۰ متر در جنوب آن قرار دارد و به شکل یک راهرو مستطیلی است که دارای یک تصویر گسترده و بی نظیر است. بنای آن مشابه مسجد فتح است و ممکن است با آن ساخته و بازسازی شده باشد.

## مسجد علی بن أبی طالب
مسجد علی بن أبی طالب در شرق مسجد فاطمه واقع شده و در بالای یک تپه مستطیلی است، طول آن ۸٫۵ متر و عرض آن ۶٫۵ متر است، این مسجد احتمالاً همزمان با مسجد فتح ساخته و مجدداً بازسازی شده باشد و گزارش شده‌است که حضرت علی در این موقعیت عمرو بن عبدود امیری را که در جنگ احزاب از حصار خندق عبور کرده بود را کشته‌است، این مساجد در حال حاضر با حفظ میراث خود بازسازی شده‌اند. شهرداری مدینه منطقه را بهبود داده و آن را به عنوان یک باغ بزرگ با ساختمان‌های کوچک کاشته‌است.

## مسجد فاطمة الزهراء
در منابع تاریخی این مسجد با نام سعد بن معاذ از صحابی پیامبر اسلام نیز یاد شده‌است. این مسجد به عنوان کوچکترین مسجد این گروه شناخته می‌شود که دارای مساحت ۴ × ۳ متر است؛ و آخرین بنای آن با سبک همان ساختمان‌های این گروه در دوران عثمانی و در حاکمیت عبدالمجید اول ساخته شده‌است.

## همچنین ببینید
- بقیع
- کوه احد
- مسجد قبا
- مسجد ذوقبلتین
- رمضان در اسلام
- زکات فطره
- روزه در اسلام
- افطار
- عید فطر
- فروع دین
- تعطیلات اسلامی
- روز عرفه
- رویداد مباهله
- فانوس رمضان
- معراج
- میلاد پیامبر
- نیمه شعبان
- چله روزه
- جمعة الوداع
- رمضان (ماه)
- رمضان در ایران
- آریایی
- شب احیا
- مجادله جنگ علیه اسلام
- ابن صوفی
- المجدی
- مکاشفه (مذهب)
- ابن عنبه
- صلوات
- کعبه
- کوه صفا و مروه
- جبل النور
- سرزمین منا
- جبل الرحمه